# Escuela Secundaria Coral Gables
La Escuela Secundaria Coral Gables (Coral Gables High School) es una escuela secundaria (high school) en Coral Gables, Florida. Es una parte de las Escuelas Públicas del Condado de Miami-Dade.

## Historia
La escuela se abrió en 1950.
Los estudiantes fueron trasladados desde la antigua escuela secundaria, Ponce de Leon High School. La nueva escuela secundaria Coral Gables conservó el nombre del anuario de la escuela Caveleon, y la mascota de la escuela, "Cavaliers". La secundaria Ponce de Leon High School se convirtió en la escuela media Ponce de Leon Middle School.
En septiembre de 2009 un estudiante de 17 años apuñalaron a otro estudiante de 17 años a la muerte en la escuela. El asesino recibió una sentencia de prisión de 40 años. Francisco Alvarado de Miami New Times afirmó que el incidente "spawned a lot of reactionary comments from Coral Gables High parents and former students, expressing shock that such a violent episode could take place at an otherwise well-behaved school in an affluent neighborhood" pero Alvarado recibió dos correos electrónicos que indican que la escuela ha disminuido.